# Carl Brown (athlétisme)
Pour les articles homonymes, voir Carl Brown et Brown.
Carl Anthony Brown (né le 11 février 1970 à Washington) est un athlète américain, spécialiste du lancer du disque. 

## Biographie
Vainqueur des championnats des États-Unis d'athlétisme 2003, il se classe 9e des championnats du monde de 2003.
Son record personnel au lancer du disque est de 66,66 m, établi le 19 juin 2003 à Palo Alto.